# (84882) Table Mountain
(84882) Table Mountain (2003 CN16) – planetoida z pasa głównego asteroid okrążająca Słońce w ciągu 4,28 lat w średniej odległości 2,63 j.a. Odkryta 1 lutego 2003 roku.